# Comtat de Buchhorn
El comtat de Buchhorn o Bochhorn fou una jurisdicció feudal del Sacre Imperi Romanogermànic a Suàbia.
L'any 838 Buchhorn (aleshores "Buachihorn") ja s'esmenta com un domini de la família dels Udalríquides (Udalrics i Udalrichinger, vegeu comtat de Bregenz). Vers l'any 1000 va sorgir la població al costat de la fortalesa, com un establiment de comerç cap a Itàlia. Alguns membres de la família dels Udalrics van portar el títol de comtes de Buchhorn: Marquard II comte de la Baixa Rètia va tenir quatre fills: Otó I (comte de Linzgau, Buchhorn i Alta Rètia), fundador del monestir de Hofen vers 1070/1080; Marquard III (+1080), comte a Argengau i Rheingau; Udalric IX (+ vers 1075), primer a portar el títol de comte de Bregenz, Argengau i Nibelgau; i Eberard de Bodman (+ vers 1075) comte de Baixa Rètia i des de 1058 advocat protector de Petershausen.
Otó I va deixar un fill (també una filla) de nom Otó II (+ 1089), que fou comte de Buchhorn; fou excomunicat per adulteri (en realitat per bigàmia) pel bisbe de Constança i decapitat després pel comte Lluís (no s'indica d'on era comte), el marit ofès; i una filla. La seva herència hauria passat a un nebot, Udalric X comte de Bregenz. El 1156 es va construir una església o capella a Buchhorn però fou destruïda més tard.
Per la ciutat Imperial Lliure vegeu: Buchhorn